# Massimo Bergamin
Massimo Bergamin (Gavello, 21 maggio 1964) è un politico italiano, sindaco di Rovigo dal 2015 al 2019.

## Biografia
Eletto nel 2015 dopo avere sconfitto al ballottaggio la sfidante del Partito Democratico Nadia Romeo, decade dall'incarico il 22 febbraio 2019 a causa delle dimissioni della maggioranza dei consiglieri (22 su 32).